# Southmayd (Texas)
Southmayd es una ciudad ubicada en el condado de Grayson en el estado estadounidense de Texas. En el Censo de 2010 tenía una población de 992 habitantes y una densidad poblacional de 145,36 personas por km².

## Geografía
Southmayd se encuentra ubicada en las coordenadas 33°37′29″N 96°42′32″O / 33.62472, -96.70889. Según la Oficina del Censo de los Estados Unidos, Southmayd tiene una superficie total de 6.82 km², de la cual 6.81 km² corresponden a tierra firme y (0.15%) 0.01 km² es agua.

## Demografía
Según el censo de 2010, había 992 personas residiendo en Southmayd. La densidad de población era de 145,36 hab./km². De los 992 habitantes, Southmayd estaba compuesto por el 88.71% blancos, el 1.01% eran afroamericanos, el 2.52% eran amerindios, el 0.81% eran asiáticos, el 0% eran isleños del Pacífico, el 5.34% eran de otras razas y el 1.61% pertenecían a dos o más razas. Del total de la población el 9.48% eran hispanos o latinos de cualquier raza.